# Poecilostreptus
Poecilostreptus is een geslacht van zangvogels uit de familie Thraupidae (tangaren).

## Soorten
Het geslacht kent de volgende soorten:
- Poecilostreptus cabanisi  – azuurstuittangare
- Poecilostreptus palmeri  – Palmers tangare